# The Dream (chanson de Roko Blažević)
Pour les articles homonymes, voir Dream.
 (février 2019).
Si vous disposez d'ouvrages ou d'articles de référence ou si vous connaissez des sites web de qualité traitant du thème abordé ici, merci de compléter l'article en donnant les références utiles à sa vérifiabilité et en les liant à la section « Notes et références ».
Chansons représentant la Croatie au Concours Eurovision de la chanson
Crazy
(2018) Divlji vjetre
(2020)
The Dream (« Le rêve ») est une chanson du chanteur croate Roko. Elle a remporté la pré-sélection croate Dora 2019 et représentera par conséquent la Croatie au Concours Eurovision de la chanson 2019 se déroulant à Tel-Aviv en Israël .

## À l'Eurovision
La chanson The Dream représentera la Croatie au Concours Eurovision de la chanson 2019, après que celle-ci et son interprète Roko ont été sélectionnés lors de la sélection nationale à travers le concours de télé-réalité musical Dora 2019. 

Elle sera chantée lors de la seconde demi-finale se déroulant le 16 mai 2019, en faisant partie de la deuxième moitié.